# Antennablennius hypenetes
Antennablennius hypenetes är en fiskart som först beskrevs av Klunzinger, 1871.  Antennablennius hypenetes ingår i släktet Antennablennius och familjen Blenniidae. Inga underarter finns listade i Catalogue of Life.